# Ломтев, Евгений Александрович (легкоатлет)
Евгений Александрович Ломтев (род. 20 октября 1961, Умётский район, Тамбовская область) — советский спринтер (бег на 400 метров, эстафета 4×400 метров), чемпион и рекордсмен СССР, чемпион Европы, призёр Кубка Европы, победитель соревнований «Дружба-84», двукратный серебряный призёр Универсиад, мастер спорта СССР международного класса. Многократный чемпион России в соревнованиях среди ветеранов.

## Биография
Родился в Умётском районе Тамбовской области. Когда он окончил три класса семья переехала в Саратов. Увлёкся лёгкой атлетикой в 1973 году. Сначала занимался прыжками в длину, затем переключился на бег. В 16 лет выиграл первенство области.
В 1983 году стал чемпионом СССР в беге на 400 м. В том же году победил в этой же дисциплине на чемпионате Европы с рекордом страны (46,29), а на Кубке Европы стал бронзовым призёром в эстафетном беге. На соревнованиях «Дружба-84» сборная СССР, в которую входил Евгений Ломтев, стала чемпионом с рекордом страны (3,00.16).
Много раз выигрывал чемпионаты страны в своей возрастной категории. Судья-стартёр на легкоатлетических соревнованиях.

## Спортивные результаты
- Чемпионат СССР по лёгкой атлетике в помещении 1983 года —  (400 м);
- Лёгкая атлетика на летней Спартакиаде народов СССР 1983 года —  (4х400 м);
- Чемпионат СССР по лёгкой атлетике 1987 года —  (400 м);